# Galla Gaulo
Galla Lupanio, o Gaulo, es considerado tradicionalmente el quinto dux de Venecia (755-756). Fue elegido para el cargo tras deponer y cegar a su antecesor, Teodato Ipato. 
Galla llegó al poder en un tiempo en el que existían tres claras facciones en Venecia: la probizantina, que preconizaba un dux fuerte con intensos lazos políticos con el Imperio bizantino, la profranca, que preconizaba un acercamiento a la nueva dinastía que gobernaba la Galia (enemiga de los lombardos y los griegos), y la republicana, que abogaba por alcanzar la mayor independencia posible y permanecer fuera de la esfera de influencia de cualquier gran poder. Galla era probablemente profranco. Apenas sobrevivió en el trono un año antes de ser depuesto, cegado y exiliado al igual que lo había sido Teodato. Según la tradición fue el fundador de la familia Barozzi. 